# Leiocephalus schreibersii
Leiocephalus schreibersii är en ödleart som beskrevs av  Johann Ludwig Christian Gravenhorst 1837. Leiocephalus schreibersii ingår i släktet rullsvansleguaner, och familjen Tropiduridae. IUCN kategoriserar arten globalt som livskraftig.
Arten förekommer på Hispaniola i Västindien. Den introducerades i Florida. Leiocephalus schreibersii lever i låglandet och i kulliga områden upp till 500 meter över havet. Djuret vistas i torra områden med taggiga buskar och kaktusar. Det besöker även människans samhällen.

## Underarter
Arten delas in i följande underarter:
- L. s. schreibersii
- L. s. nesomorus